# Veronika Björk
Ann Veronica Ingegerd Björk, född 27 oktober 1978 i Skellefteå, är en svensk skådespelare.

## Filmografi
- 1997 – Vildängel
- 1999 – Lusten till ett liv

### Fotnoter
1. ↑  ”Veronica Björk”. Svensk Filmdatabas. http://sfi.se/sv/svensk-filmdatabas/Item/?type=PERSON&itemid=227454&ref=%2ftemplates%2fSwedishFilmSearchResult.aspx%3fid%3d1225%26epslanguage%3dsv%26searchword%3dVeronika+Bj%C3%B6rk%26type%3dPerson%26match%3dBegin%26page%3d1%26prom%3dFalse. Läst 15 oktober 2012.